# Eichsfeld (district)
Districtul Eichsfeld este un Kreis în landul Turingia, Germania. 
1. ↑  Bundesgesetzblatt, 27 septembrie 2004, p. 2350
2. 1 2  GeoNames